# Fraser-jegenyefenyő
A Fraser-jegenyefenyő vagy Allegheny-jegenyefenyő (Abies fraseri) a fenyőfélék (Pinaceae) közé tartozó jegenyefenyő (Abies) növénynemzetség egyik faja. A Természetvédelmi Világszövetség Vörös listájának 2015-ös állapota szerint veszélyeztetett növényfaj.

## Elnevezése
Latin nevében az Abies név utal a jegenyefenyő nemzetségre. A fraseri fajnév pedig John Fraser (1750–1811) skót botanikus és növénygyűjtő nevét őrzi, aki felfedezte, majd Angliában megismertette ezt a jegenyefenyőfajt.

## Elterjedése
Kizárólag az Appalache-hegység 1300 m-es tengerszint feletti magasságot meghaladó régióiban őshonos Észak-Karolina és Tennessee államban, Virginia és Nyugat-Virginia állam délnyugati területein. Az egyedüli jegenyefenyőfaj, amely őshonos a Great Smoky Mountains Nemzeti Parkban.

## Megjelenése
Legfeljebb 9–15 m magas és 3–7 m széles, keskeny gúla alakú, örökzöld fa toronysisakszerű lombkoronával. Lapított, fényes sötétzöld, illatos tűlevelei legfeljebb 2,5 cm hosszúak, fonákjukon fehér csíkosak, a balzsamos ágakat sűrűn borítják. Balzsamtartalmú hólyagok megjelenhetnek a fa kérgén. Amint az a jegenyefenyőkre jellemző, tobozai gyertyaszerűen, függőlegesen felfelé állnak az ágakon. A tobozok bíborvörös színűek, kiálló felleveleik szembetűnőek.
Külalakjában nagyon hasonlít a balzsamfenyőhöz (Abies balsamea): a legfőbb különbség köztük a tobozpikkelyek felleveleiben mutatkozik.

## Élőhelye
Legjobban a tápanyagban gazdag, nyirkos, enyhén savas kémhatású, jó vízelvezetésű talajokat kedveli, míg az állandóan nedves, illetve kövér agyagos talajokon csak szegényesen fejlődik. S habár a részben árnyékos helyeken is megél, a teljes napfénnyel borítottság optimálisabb számára. Mivel a hűvös, gyakran ködös hegyvidéki klímán honos, termesztésbe vonása nem javasolt forró és nedves nyarú területeken.

## Kártevői, betegségei
A növénytetvek (Sternorrhyncha) közé tartozó Adelges piceae nevű rovar számos vadon élő Fraser-jegenyefenyő pusztulását okozta már eddig is. Egyéb rovarkártevői a Scolytinae alcsaládba tartozó bogarak, a Choristoneura nembe tartozó lepkék, a levéltetvek, a zsákhordó lepkefélék és a pajzstetvek. A takácsatkafélék melegebb éghajlati körülmények között fordulhatnak elő.
Betegsége a gyökérrothadás, a fenyő-tűlevélrozsda és az ágelhalás.
A városi szennyezést általában nem viseli el.

## Felhasználása
Kertekbe ültetik díszfának. Az Amerikai Egyesült Államokban az egyik legkedveltebb karácsonyfa, ezért az ottani fenyőfagazdaságokban rendszerint termesztik.
Régóta használják különböző betegségek kezelésére. Tűit reumatikus fájdalmak enyhítésére használják.